# قاسم عمر
ممثل ومخرج يمني مشهور ، عمل في الكثير من الأعمال المسرحية والدرامية والإذاعية في اليمن كان من أهمها مسرحية التركة.

## عن حياته
يعتبر قاسم عمر من رواد الحركة المسرحية اليمنية في عدن ومن أهم ممثليه، بدأ عمله الفني عام 1973 ودرس الإخراج المسرحي في أوكرانيا .

## من أعماله

### مسرحيات
- مسرحية التركة
- الملك هو الملك
- ماكبث
- عائلة في خطر
- ثورة الزنج
- العاشق والسنبلة
- في البدء كان القربان
- الوجه المشطور
- نحن والفاشية
- الأم

### أعمال درامية تلفزيونية
- الحنين
- الوصية
- سيف بن ذي يزن
- أحلام في الأفق
- الدرس الصعب
- موال الصمت
- الرحلة
- أصل الحكاية
- العالية

### أفلام
- الرهان الخاسر
- القارب
- 10 ايام قبل الزفة

_______________________________________________________